# Crash Bandicoot 3: Warped
Crash Bandicoot 3: Warped ist ein 3D-Jump-’n’-Run-Konsolenspiel für die Sony PlayStation. Das Spiel ist der dritte Teil der Spielereihe Crash Bandicoot und der Nachfolger von Crash Bandicoot 2: Cortex Strikes Back. Die Veröffentlichung des Spieles erfolgte in den USA am 31. Oktober 1998. In Europa, Australasien und Nahost wurde das Spiel am 11. Dezember 1998 veröffentlicht. Es wurde von Naughty Dog entwickelt, die Publisher sind Sony Computer Entertainment und Universal Interactive Studios.

## Handlung
Nachdem Crash Dr. N. Cortex in Teil 2 besiegt hatte, explodierte dessen Raumstation Cortex Vortex. Die Überreste landeten auf der Erde und erweckten somit Aku Akus bösen Zwillingsbruder Uka Uka. Uka Uka verbündete sich mit Cortex und N. Tropy. Gemeinsam bauten sie eine Zeitmaschine, um die Edelsteine und Kristalle die Crash im 2. Teil eingesammelt hatte, in der Vergangenheit zu stehlen. Um das zu verhindern, muss Crash zusammen mit seiner jüngeren Schwester Coco mit Hilfe der Zeitmaschine alle Edelsteine, Kristalle und Relikte einsammeln. Das Spiel endet mit einem Endkampf gegen Cortex und Uka Uka und sie werden zusammen mit N. Tropy in der Steinzeit als Kleinkinder gefangen.

## Spielaufbau
Es gibt sechs Warp-Räume, die einen Zeitraumsprung erlauben. In jedem Warp-Raum sind sechs Level, davon sind fünf gewöhnliche Level, ein Level ist mit Bosskampf. Nach dem Gewinn eines Bosskampfes bekommt man neue Fähigkeiten. Um den sechsten Warp-Raum zu erreichen, benötigt man fünf Relikte, die man erhält, indem man Level schneller als bestimmte vorgegebene Zeiten absolviert. Dann erscheint in der Mitte von allen Warp-Räumen eine Plattform, die Crash zum sechsten Warp-Raum teleportiert. Um weitere Level freizuschalten, muss man in jedem Level fünf Relikte einsammeln. Im sechsten Warp-Raum gibt es nur fünf Level ohne Bosskampf. Im Spiel gibt es noch zwei geheime Level, die man nur erreicht wenn man bestimmte Voraussetzungen im dritten Warp-Raum zu Level Nummer 14 und bei Level Nummer 11 erfüllt. Es gibt insgesamt 45 Edelsteine, davon befinden sich 42 in den normalen Levels, zwei davon in den geheimen Levels und einen bekommt man, wenn man 44 Edelsteine und alle Relikte in Gold eingesammelt hat. Insgesamt existieren 30 Relikte, zwei davon in den geheimen Levels und 28 in den normalen Levels. Weiterhin gibt es 25 Kristalle. Von Coco erhält man den letzten Edelstein. Wurde dieser erhalten kommt der Abspann mit Feuerwerk und man hat das Spiel zu 105 % gelöst. Es gibt weiterhin noch die Möglichkeit alle Relikte in Platin zu sammeln. Bei der europäischen Version werden die dafür benötigten Zeiten erst nach erneutem Besiegen des Endbosses Dr. Neo Cortex, nachdem man 100 % des Spiels abgeschlossen hat, angezeigt. Allerdings ändert das nicht die zu erreichende Prozentzahl von 105.

## Rezeption
Crash Bandicoot 3: Warped erhielt sehr gute Bewertungen
- GameRankings: 89,07 %[5]
- Metacritic: 91 %[6]